# تپه والمان
تپه والمان مربوط به دوره اشکانیان - سده‌های میانه دوران‌های تاریخی پس از اسلام است و در شهرستان ساوه، بخش مرکز ی، دهستان طراز ناهید، روستای والمان واقع شده و این اثر در تاریخ ۲۶ اسفند ۱۳۸۶ با شمارهٔ ثبت ۲۲۰۸۹ به‌عنوان یکی از آثار ملی ایران به ثبت رسیده است.